# Salvador González Anaya
Salvador González Anaya (Màlaga, 20 d'agost de 1879 - Màlaga, 30 de gener de 1955) va ser un poeta i novel·lista espanyol, a més d'acadèmic de número de la Reial Acadèmia Espanyola.
Estudià batxillerat al col·legi de jesuïtes de Miraflores del Palo, on va tenir com a professor al pare Luis Coloma Roldán. Les seves obres tenien un estil regionalista i costumista amb influències d'Émile Zola. Fou nomenat historiador oficial de Màlaga. El 1948 va ingressar a la Reial Acadèmia Espanyola amb el discurs Los costumbristas malagueños.

## Obres
Poesia:
- Cantos sin eco (1899).
- Medallones (1900).

Novel·la:
- Rebelión (1905).
- La sangre de Abel (1915).
- El castillo de irás y no volverás (1921).
- Brujas de la ilusión (1923).
- Nido de cigüeñas (1927).
- La oración de la tarde (1929).
- Nido real de gavilanes (1931).
- Las vestiduras recamadas (1932), sobre la crema de convents de 1931 a Màlaga.
- Los naranjos de la Mezquita (1933).
- Luna de plata (1942).
- Luna de sangre (1944).
- El camino invisible.
- La jarra de azucenas.

Altres:
- Obras completas (1948).